# Pokolj u Berku 2. rujna 1991.
Pokolj u Berku, velikosrpski ratni zločin nad Hrvatima u selu Berku. Za početak agonije Berka uzima se 2. rujna 1991., kad su srpsko-crnogorski osvajači pobili 5 Berčana, a druge odveli u logore u kojima su mnogi ubijeni. Mnogo Berčana pronađeno je u masovnim grobnicama i mnogi se i 30 godina poslije vode kao nestale osobe. 2. rujna i idućih tjedana i mjeseci velikosrpski su agresori ubijali, silovali, zarobljavali i maltretirale nedužne ljude, a samo zato što su bili Hrvati (rimokatolici i grkokatolici). Mnogi su odvedeni iz logora u Berku listopada 1991. i još danas se vode kao nestali.
Počinitelji su četnici, domaći iz Slavonije i uvezeni iz Srbije, koji su danas rehabiltirani u Srbiji kao antifašisti i nacionalni junaci. Mještane Berke pobili su na ulici, po kućama, bacani u bunare, te mučili u logoru koji je uspostavljen nakon okupacije sela. Za vrijeme okupacije hrvatskog Podunavlja mjesnu crkvu Mučeništva sv. Ivana Krstitelja velikosrpski agresori pretvorili su u diskoteku za zabavu i opijanje koju je vodio jedan od pripadnika zloglasnih Škorpiona.
Ukupno je za vrijeme Domovinskog rata, 56 Berčana Hrvata je bilo žrtvom ratnog zločina kojeg su počinili domaći Srbi i crnogorski četnici (prema svjedočenjima preživjelih svjedoka). 96 Berčana su srpski agresori zatočili od listopada 1991. godine. U zatočeništvu su proveli tri i pol mjeseca, a 56 ih se nije živo vratilo iz zatočeništva. Brojne žene su bile silovane. Žrtve su nađene na groblju Berak 25. ožujka 1998., masovnim grobnicama u Šarvizu 7. lipnja 1999., u bunaru 10. lipnja 1999., u Negoslavcima iza pruge 7. srpnja 999. doli i u ritu pored Negoslavaca 28. studenoga 2003. godine.